# سرای سردار
سرای سردار مربوط به دوره قاجار است و در کرمان، میدان ارگ، خیابان شریعتی، خیابان شهید تجلی و قدمگاه واقع شده و این اثر در تاریخ ۲۲ مرداد ۱۳۸۴ با شمارهٔ ثبت ۱۳۲۸۶ به‌عنوان یکی از آثار ملی ایران به ثبت رسیده است.
سرای سردار در بین سه راسته ی بازار سردار قرار گرفته است.

## معماری
سرای سردار چسبیده به بازار سردار است و از حجره هایی یکسانی برای حمایت تاجران و فروشندگان خارج از کرمان ساخته شده است. اين سرا دو در ورودى دارد که هر دو به بازار سردار باز مى‌شود. درهاى حجره‌هاى آن دو لنگه و چوبى بوده‌اند، که متأسفانه با گذشت زمان، به درهاى فلزى تبديل شده‌اند. اين سرا دو طبقه است. که در هر طبقه اتاق های کوچکی ساخته شده است و به همان اندازه در طبقه دوم نیز حجره وجود دارد .طبقه بالا از دو طرف شرق و غرب  و به وسیله پله راه داشته است. که این پله ها منتهی به در خروج و ورود این سرا بوده است .